# وردپد
وردپد (به انگلیسی: WordPad) ویرایشگر متن رایگان مایکروسافت است که به همراه ویندوزهای این شرکت ارائه می‌شود. این نرم‌افزار مابین مایکروسافت ورد و نوت پد قرار می‌گیرد.
مایکروسافت در تاریخ ۲ سپتامبر ۲۰۲۳ به طور رسمی اعلام کرد که دیگر این برنامه را پشتیبانی نمی کند.